# Carl Aubel
Carl Aubel, auch Karl Aubel (* 27. März 1837 in Kassel; † 27. April 1882 in Köln) war ein deutscher Ingenieur. Er erfand das nach ihm benannte heliographische Verfahren zur Reproduktion von Kupferstichen, Lithographien und Holzschnitten.

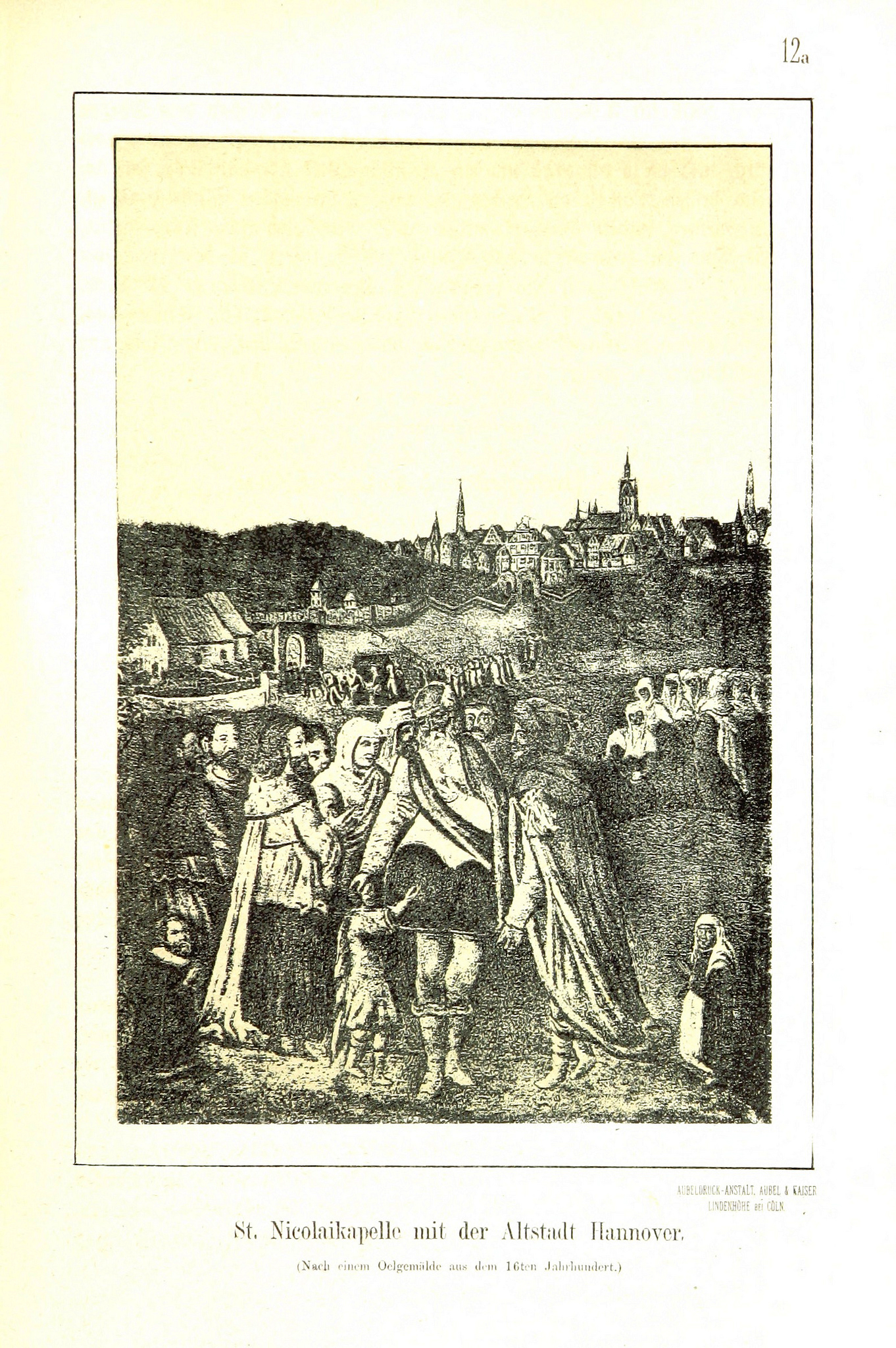
Nachdruck eines Ölgemäldes aus dem 16. Jahrhundert mit Darstellung des Heiligen Nikolaus von Myra am Klagesmarkt vor dem Alten St.-Nikolai-Friedhof und der Stadtbefestigung Hannovers
Fotolithografie der Aubeldruck-Anstalt aus August Juglers Buch Aus Hannovers Vorzeit …

## Leben
Carl Aubel, Sohn des Kasseler Porträtmalers, Akademieprofessors und Galeriedirektors Karl Christian Aubel, war im Winter 1861 als „fürstl. Demidoff’scher Berg- und Hütteningenieur“ in den Hüttenwerken „zu Nischne Tagilsk am Ural“ in Russland tätig. Unter anderem über seine dortigen Erfahrungen veröffentlichte Aubel mehrere Aufsätze im Polytechnischen Journal. Zurückgekehrt nach Köln, beantragte Aubel im Auftrag des russischen Generalmajors Raschette für den in Russland entwickelten Universalschachtofen die europäische Patente. Aubels Schwager, der Architekt August Carl Lange, fertigte die Patentzeichnungen an und übernahm die Bauleitung der 1864 in Mülheim bei Köln errichteten Schachtöfen.
Über eine 1869 getätigte „geognostisch-industrielle“ (Forschungs-) „Reise nach Lappland und Kanin“ veröffentlichten Karl Aubel und sein Bruder, der Maler Hermann Aubel, ihr Buch Ein Polarsommer …, das sie „dem Andenken ihres verehrten Protectors […] Konstantin von Ungern-Sternberg“ widmeten und das 1874 noch über den Verlag von F. A. Brockhaus in Leipzig erschien. Die am Buchende wiedergegebene Landkarte hatte Karl Aubel laut den dortigen Angaben selbst gezeichnet.
Etwa im Jahr der Ausrufung des Deutschen Kaiserreichs 1871 gründete Carl Aubel gemeinsam mit dem Zeichner Ernst Kaiser die Druckerei Aubeldruck-Anstalt Aubel & Kaiser. Ihren Sitz hatte die Firma bei Köln unter der Adresse Lindenhöhe 38.

## Schriften
- Carl Aubel: Die Schmelzung des Platins mittelst Holzkohlen. In: Polytechnisches Journal. 165, 1862, S. 278–283.
- Carl Aubel: Schmelzung des Platins im Focus der Düse eines Eisenhohofens auf Retortenkohks-Unterlage. In: Polytechnisches Journal. 168, 1863, S. 28–35.
- Carl Aubel: Ueber eine neue Extractionsmethode kupferhaltiger Schlacken mittelst verdünnter Schwefelsäure. In: Polytechnisches Journal. 184, 1867, S. 137–139.
- Carl Aubel: Ueber die Anwendung des gebrannten Kalkes statt des rohen Kalksteins bei dem Betriebe der Eisenhohöfen. In: Polytechnisches Journal. 184, 1867, S. 427–430.
- Carl Aubel: Neue Methode zur Bestimmung des Kupferoxydul-Gehaltes in Gaarkupfern etc. In: Polytechnisches Journal. 185, 1867, S. 377–382.
- Hermann und Carl Aubel: Ein Polarsommer. Reise nach Lappland und Kanin. Von Hermann und Carl Aubel. Mit vier Abbildungen in Holzschnitt und einer Karte, Leipzig: F. A. Brockhaus, 1874; online